# Nightrider (Electric Light Orchestra)
Nightrider è un singolo del gruppo musicale britannico Electric Light Orchestra, pubblicato nel 1976 ed estratto dall'album Face the Music.
Il brano è stato scritto e prodotto da Jeff Lynne.

## Tracce
- 7" (UK)

1. Nightrider
2. Daybreaker (Live)